# Franco Evangelisti
Franco Evangelisti (ur. 21 stycznia 1926 w Rzymie, zm. 28 stycznia 1980 tamże) – włoski kompozytor, znany głównie ze swojego zainteresowania naukowym ujęciem tematu dźwięku.

## Życiorys
Evangelisti porzucił studia inżynierii, aby w pełni poświęcić się muzyce. W 1948 roku został studentem Daniela Parisa w Rzymie oraz Haralda Genzmera w Musikhochschule (wyższej szkole muzycznej) we Fryburgu Bryzgowijskim, gdzie studiował zaawansowaną kompozycję. W latach 1952–1960 brał udział w Międzynarodowych Letnich Kursach Nowej Muzyki w Darmstadcie, gdzie miał szansę poznać Wernera Meyera-Epplera z Uniwersytetu w Bonn, dzięki któremu zainteresował się muzyką elektroniczną. Dzięki zaproszeniu Herberta Eimerta, w 1956 pracował w studiu muzyki elektronicznej w WDR w Kolonii.
W 1957, dyrygent Hermann Scherchen zaprosił go do pracy w Studiu Eksperymentalnej Elektroakustyki UNESCO w Gravesano, gdzie zainteresował się biofizyką i zaczął eksplorować możliwości bezpośredniego przekładu impulsów nerwowych na wibracje akustyczne.
W 1958, razem z Karlheinzem Stockhausenem i Luigim Nonem odwiedził Studio Eksperymentalne Polskiego Radia w Warszawie, gdzie został zaproszony następnego roku, aby zrealizować swoją kompozycję elektroniczną i poprowadzić kilka seminariów na temat muzyki elektronicznej. W 1959 został zaproszony przez władze organizacyjne na Międzynarodowy Tydzień Nowej Muzyki w Palermo. W roku następnym, razem z innymi muzykami takimi jak Francesco Pennisi czy też Aldo Clementi założył on organizację Nuova Consonanza, a później - grupę improwizacyjną o tej samej nazwie.
Przeprowadził się do Berlina na dwa lata (1966-1968), goszczony przez Fundację Forda oraz Niemiecką Centralę Wymiany Akademickiej. Kiedy powrócił do Rzymu, zaczął udzielać lekcji z zakresu eksperymentalnych elektronicznych technik kompozytorskich w Akademii Muzycznej im. Św. Cecylii w Rzymie. W 1972 uczył on o muzyce elektronicznej w Konserwatorium im. Alfredo Caselli w Aquili. W 1974 został profesorem muzyki elektronicznej, który to tytuł otrzymał od Akademii Muzycznej im. św. Cecylii, stanowisko to piastował aż do swojej śmierci. W tych latach dawał on koncerty wraz z grupą improwizacyjną Nuova Cosonanza, zarówno we Włoszech, jak i w innych krajach, jak również kontynuował prowadzić różne seminaria na temat "nowej muzyki". Jego działalność kompozytorska nieco osłabła - także dlatego, aby zostawić miejsce dla rozwoju teoretycznego i badań naukowych. Pod koniec 1979, po niemal dwudziestoletniej pracy, ukończył on swoją książkę Dal silenzio a un nuovo mondo sonoro (Z ciszy do nowego sonorystycznego świata). Zmarł w Rzymie.
Na początku lat 60. osławienie zaatakował on pomniejszych przedstawicieli darmsztadzkiej szkoły kompozytorów (za członka której był powszechnie uważany), oskarżając ich o bycie zaledwie dodekafoniczną policją.

## Wybrane utwory
- Quattro fattoriale (4!), małe utwory na skrzypce i fortepian (1954–55)
- Ordini, na 16 instrumentów (1955)
- Incontri di fasce sonore, muzyka elektroniczna (1956–57)
- Random or Not Random, na orkiestrę (1956–62)
- Proporzioni, na flet (1958)
- Aleatorio, na kwartet smyczkowy (1959)
- Spazio a cinque, muzyka elektroniczna z partiami wokalnymi oraz dla 5 perkusjonistów (1959–61)
- Campi integrati no. 2, na 9 instrumentów (1959–79)
- Condensazioni, na orkiestrę (1960–62)
- Die Schachtel (Pudełko), pantomima, dla mimów, z wizualizacjami oraz na orkiestrę, na podstawie tekstu Franca Nonnisa (1962–63)